# RFL Championship 1900-01
La Northern Rugby Football Union Championship de 1900-01 fue la sexta temporada del torneo de rugby league más importante de Inglaterra.

## Formato
El torneo fue dividido en dos campeonatos, el del condado de Lancashire y el de Yorkshire, cada uno determino su campeón, por lo tanto en esta temporada no hubo un campeón nacional, título que recién se recuperaría en la temporada 1901-02.

## Desarrollo

### Lancashire League
| Pos. | Equipo            | Encuentros | Encuentros | Encuentros | Encuentros | Tantos | Tantos | Puntos |
| Pos. | Equipo            | PJ         | PG         | PE         | PP         | F      | C      | Puntos |
| ---- | ----------------- | ---------- | ---------- | ---------- | ---------- | ------ | ------ | ------ |
| 1    | Oldham RLFC       | 26         | 22         | 1          | 3          | 301    | 67     | 45     |
| 2    | Swinton Lions     | 26         | 21         | 2          | 3          | 283    | 66     | 44     |
| 3    | Runcorn RFC       | 26         | 20         | 0          | 6          | 240    | 100    | 40     |
| 4    | Broughton Rangers | 26         | 17         | 2          | 7          | 211    | 84     | 36     |
| 5    | Salford           | 26         | 15         | 0          | 11         | 229    | 149    | 30     |
| 6    | Warrington        | 26         | 12         | 3          | 11         | 149    | 126    | 27     |
| 7    | Leigh             | 26         | 12         | 2          | 12         | 157    | 143    | 26     |
| 8    | Barrow Raiders    | 26         | 10         | 2          | 14         | 140    | 169    | 22     |
| 9    | Wigan             | 26         | 8          | 3          | 15         | 98     | 227    | 19     |
| 10   | Rochdale Hornets  | 26         | 8          | 2          | 16         | 103    | 257    | 18     |
| 11   | Millom RLFC       | 26         | 8          | 0          | 18         | 85     | 194    | 16     |
| 12   | Stockport         | 26         | 6          | 3          | 17         | 102    | 184    | 15     |
| 13   | St Helens RFC     | 26         | 6          | 2          | 18         | 82     | 228    | 12     |
| 14   | Widnes Vikings    | 26         | 6          | 0          | 20         | 85     | 271    | 12     |

|  | Campeón. |

### Yorkshire League
| Pos. | Equipo                   | Encuentros | Encuentros | Encuentros | Encuentros | Tantos | Tantos | Puntos |
| Pos. | Equipo                   | PJ         | PG         | PE         | PP         | F      | C      | Puntos |
| ---- | ------------------------ | ---------- | ---------- | ---------- | ---------- | ------ | ------ | ------ |
| 1    | Bradford Park Avenue AFC | 30         | 26         | 1          | 3          | 387    | 100    | 51     |
| 2    | Halifax RLFC             | 30         | 22         | 3          | 5          | 309    | 147    | 47     |
| 3    | Hunslet FC               | 30         | 20         | 0          | 10         | 252    | 142    | 40     |
| 4    | Batley Bulldogs          | 30         | 17         | 5          | 8          | 166    | 131    | 39     |
| 5    | Hull                     | 30         | 19         | 1          | 10         | 291    | 141    | 37     |
| 6    | Huddersfield             | 30         | 17         | 1          | 12         | 241    | 130    | 35     |
| 7    | Brighouse Rangers RFC    | 30         | 16         | 0          | 14         | 194    | 162    | 32     |
| 8    | Hull Kingston Rovers     | 30         | 15         | 2          | 13         | 195    | 169    | 32     |
| 9    | Wakefield Trinity        | 30         | 14         | 3          | 13         | 242    | 148    | 31     |
| 10   | Leeds Parish Church RFC  | 30         | 12         | 6          | 12         | 115    | 108    | 30     |
| 11   | Bramley RLFC             | 30         | 12         | 5          | 13         | 138    | 163    | 29     |
| 12   | Manningham FC            | 30         | 9          | 1          | 20         | 115    | 258    | 19     |
| 13   | Leeds                    | 30         | 7          | 3          | 20         | 144    | 255    | 17     |
| 14   | Holbeck Rugby Club       | 30         | 7          | 3          | 20         | 110    | 263    | 15     |
| 15   | Castleford RFC           | 30         | 5          | 4          | 21         | 92     | 331    | 14     |
| 16   | Liversedge RFC           | 30         | 2          | 2          | 26         | 43     | 386    | 6      |

|  | Campeón. |